# Stadtknecht
Ein Stadtknecht (Bettelrichter, Bettelvogt) war in mittelalterlichen und frühneuzeitlichen Städten, insbesondere den ehemaligen Reichsstädten und Königlichen Freistädten, der niedrigste Rang der Polizei und der Stadtgerichte.
Zu den Aufgaben der Stadtknechte gehörte das Verhaften von Verbrechern, Unruhestiftern etc., sie wachten über Sicherheit und Ruhe der Straßen und verrichteten andere niedrige Dienste. Sie waren auch am Prozedere von Hinrichtungen beteiligt (Abtransport der Leiche, Bestattung). Eine ebenfalls übliche Bezeichnung für Stadtknechte war „Häscher“.